# Вивиан Кемпбъл
Вивиан Патрик Кемпбъл  (на английски: Vivian Patrick Campbell; роден на 25 август 1962 г. в Лисбърн, графство Антрим, Северна Ирландия) е северноирландски рок музикант – китарист и певец.
Той е музикант в хардрок групата „Деф Лепард“, бил е китарист в групата „Тин Лизи“ от май 2010 до 2011 г. Преди да стане член на „Деф Лепард“ през 1992 г., той е свирил с „Уайтснейк“, Riverdogs и Shadow King, наред с някои други. За първи път става известен като китарист на групата „Дио“, в която е член от 1982 г. Той е съавтор на песента Stars от албума Hear 'n Aid, която е написана през 1985 г. за набиране на средства за жертвите на глада в Етиопия през 1984 – 1985 г.

## Биография

### Младост и ранна кариера
Кемпбъл е роден в Лисбърн, графство Антрим, Северна Ирландия, през 1962 г. и е посещавал гимназия „Ратмор“. Започва да свири на китара на 12 години. Той е бил китарист на групата Sweet Savage, преди да се присъедини към формацията „Дио“, основана от Рони Джеймс Дио, с която става международно известен.

### Sweet Savage
Sweet Savage е група New Wave of British Heavy Metal, към която Кемпбъл се присъединява, когато е на 15 години. Освен Кемпбъл групата включва барабаниста Дейвид Бейтс и басиста и певец Рей Халър. Групата повлиява и на „Металика“, която записва кавър версия на песента Killing Time за албума си Garage Inc. Sweet Savage издава EP през 1981 г. , което включва четири сесии на BBC Radio и първия ѝ сингъл Take No Prisoners. B-страната на сингъла е Killing Time. Кемпбъл напуска групата през пролетта на 1983 г., за да се присъедини към „Дио“ като наследник на Джейк Е. Лий. Лий приема предложението да свири за покойния Ранди Роудс в групата на Ози Озбърн. 
Много по-късно, през 90-те, се появява подновен интерес към Sweet Savage и групата издава албум без участието на Кемпбъл.

### Dio
Когато Кемпбъл се присъединява към „Дио“, Рони Джеймс Дио, Вини Апис и бившият басист на „Рейнбоу“ Джими Бейн вече са завършили повечето от песните от дебютния си албум Holy Diver. След като световното търсене на подходящ китарист приключва с подписването на Кемпбъл, първият състав на младата група вече е определен. Албумът е успешен и групата свири, наред с други неща, на фестивала Monsters of Rock през 1983 г.
Групата скоро се завръща в студиото, за да запише втория си албум, който е озаглавен The Last in Line и достига номер 23 в класациите за албуми в САЩ. Третият албум, Sacred Heart, също е успешен и достига номер 29 в американските класации. Той съдържа песента Hungry for Heaven, която също е пусната в и саундтрака към филма Vision Quest. Групата записва и Hide in the Rainbow за саундтрака към филма The Eagle of Steel. Тази песен е последната, в която Кемпбъл участва. За EP Intermission на живо записаните преди това ритъм китари са презаписани от Крейг Голди, а партиите на също[ неясно? ] Кемпбъл са презаписани. Голди е отговорен и за китарните партии в единствената студийна песен от албума, Time to Burn. Кемпбъл напуска групата през 1986 г. и се присъединява към „Уайтснейк“. Крейг Голди е представен като нов член на групата малко след това.
През 2013 г. Кемпбъл формира групата Last In Line с всички музиканти, които са свирили в албума на „Дио“ The Last in Line. Покойният Рони Джеймс Дио ще бъде представен от Андрю Фрийман, който е бил с „Офспринг“, Lynch Mob и Hurricane. Басистът Джими Бейн почива през януари 2016 г.

### Whitesnake
През 1987 г. Кемпбъл става член на британската хард рок група „Уайтснейк“. Китаристът на Ex-Thin Lizzy and Tygers от Pan-Tang Джон Сайкс написва и изсвирва главните и ритъм части от албума, просто озаглавен Whitesnake (САЩ) и 1987 (Европа), но е оставен на след приключване[ неясно? ] на записа, след което Дейвид Ковърдейл е уволнен. Кемпбъл е нает като заместник и свири заедно с Адриан Ванденберг (Teaser, Vandenberg), Томи Олдридж (Ози Озбърн) и басиста Руди Сарзо (Black Oak Arkansas, Куайът Райът). Кемпбъл напуска групата след световното турне през 1987/1988 г.

### Shadow King
През 1990 г. Кемпбъл съосновава групата Shadow King с Лу Грам. Групата издава един албум и изнася само един концерт, преди Кемпбъл да получи предложение да се присъедини към „Деф Лепард“. След това Shadow King се разпада.

### Def Leppard
Кемпбъл става член на групата „Деф Лепард“ през 1992 г. след издаването на албума ѝ Adrenalize. Той заменя Стив Кларк, който почива на 8 януари 1991 г. Кемпбъл прави първата си изява с групата в клуб в Дъблин пред около 600 зрители, а само седмица по-късно, на 20 април 1992 г., групата свири на трибютния концерт на Фреди Меркюри. Оттогава Кемпбъл е постоянен член на групата и записва албумите Slang, Euphoria, X, Yeah! и песни от Sparkle Loungrkle Loungee. През 2011 г. излиза концертният албум Mirror Ball. От 2014 г. Кемпбъл често е представляван от Стив Браун (Трикстър) поради неговия рак.

### Weitere Projekte
В допълнение към работата си с „Деф Лепард“ Кемпбъл също свири с групите Clock и Riverdogs. През 2005 г. издава солов албум, озаглавен Two Sides Of If, в който записва множество кавър версии на любимите си блус песни, а албумът съдържа и собствено блус парче. Сред гостите в албума са китаристът Били Гибънс („ЗиЗи Топ“; Like It This Way & Willin' For Satisfaction) и певицата Джоан Осбърн (Spoonful). В записите участва и барабанистът Тери Бозио.
През септември 2010 г. Кемпбъл се съгласява да отиде на турне с личната си любима група „Тин Лизи“. Той не става постоянен член на групата, но е на турне с нея до началото на 2011 г. На 11 май 2011 г. Кемпбъл публикува на уебсайта си безплатна песен, която изпява, озаглавена Seems So Real; други музиканти в този запис са Робърт Косио (ритъм китара, слайд китара и електрическо пиано), Лу Кастро (бас) и Марк Шулман (барабани). В новия албум на Steel Panther, All You Can Eat, който е издаден на 28 март 2014 г., Кемпбъл е включен като китарист в песента Gangbang At the Old Folks Home.

## Личен живот
Кемпбъл живее в Калифорния и има две дъщери на име Лили Роуз и Уна Мариголд. Той е редовен играч на футболния клуб Hollywood United FC, който се състои предимно от знаменитости и бивши професионални футболисти. През юни 2013 г. Кемпбъл обявява, че има рак и ще се подложи на шест месеца химиотерапия. През юни 2015 г. Кемпбъл съобщава, че отново има рак.

## Избрана дискография
| Албуми             | Албуми                              | Албуми       |
| Година на издаване | Заглавие                            | Група        |
| ------------------ | ----------------------------------- | ------------ |
| 1983               | Holy Diver                          | Dio          |
| 1984               | The Last in Line                    | Dio          |
| 1985               | Sacred Heart                        | Dio          |
| 2005               | We Rock                             | Dio          |
| 2013               | Dream Evil                          | Dio          |
| 1986               | Hear 'n Aid                         | All Stars    |
| 1996               | Slang                               | Def Leppard  |
| 1999               | Euphoria                            | Def Leppard  |
| 2002               | X                                   | Def Leppard  |
| 2006               | Yeah!                               | Def Leppard  |
| 2008               | Songs from the Sparkle Lounge       | Def Leppard  |
| 2015               | Def Leppard                         | Def Leppard  |
| 2022               | Kick                                | Def Leppard  |
| 2022               | Diamond Star Halos                  | Def Leppard  |
| 2023               | Drastic Symphonies                  | Def Leppard  |
| 2016               | Heavy Crown                         | Last in Line |
| 2019               | II                                  | Last in Line |
| 2022               | A Day in the Life                   | Last in Line |
| 2023               | House Party at the end of the World | Last in Line |
| 2023               | Jericho                             | Last in Line |